# 디지털 픽처 익스체인지
디지털 픽처 익스체인지(영어: Digital Picture Exchange, DPX)는 디지털 인터미디어트와 비주얼 이펙트 작업을 위한 파일 포맷이며, ANSI/SMPTE 표준(268M-2003)이다.
코닥에서 개발된 시네온(Cineon)파일이 더 이상 개발되지 않으면서 오늘날의 DPX로 발전되었다. 

## 같이 보기
- 디지털 시네마토그래피
- 디지털 인터미디어트
- 해상도
- MXF
- 후반 작업
- 텔레시네